# Système 5
Le Système 5 est le nom marketing donné aux dernières mises à jour du Système 4. La version 5 correspond à la mise à jour System 4.2 / Finder 6.0 des ordinateurs Macintosh, publiée par Apple en octobre 1987. Et le Système 5.1, quant à lui, correspond au System 4.3 / Finder 6.0 car aucune version du système n’a jamais été numérotée "System 5" par Apple.
Ce choix a ensuite permis d’harmoniser la numérotation des versions du système du Mac et du Finder, passant ainsi du "System 4.3 / Finder 6.0" au "System 6 / Finder 6.1", simplement appelé Système 6.

## Distribution

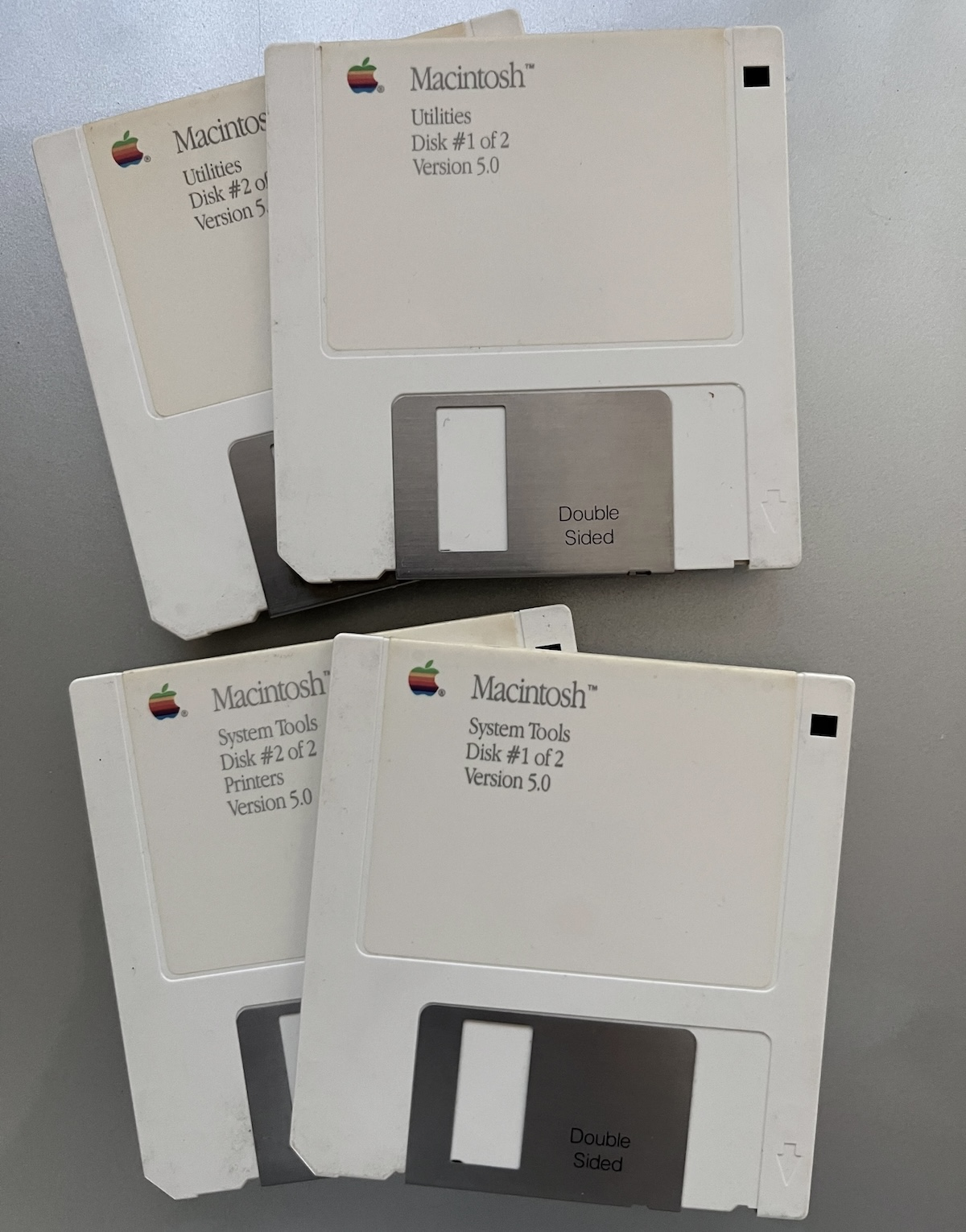
Les quatre disquettes du Système 5.0

Apple a commencé à facturer les mises à niveau du système d'exploitation du Macintosh avec le Système 5. La mise à jour 4.2 (System 4.2 / Finder 6.0) a été commercialisé sous le nom marketing "Système 5" et la mise mise à jour 4.3 (System 4.3 / Finder 6.0) a été commercialisé sous le nom marketing "Système 5.1". Pour 49 dollars, les utilisateurs obtenaient trois manuels et quatre disquettes.

## Caractéristiques
Le Système 5 à travers la mise à jour System 4.2 / Finder 6.0 a introduit le MultiFinder, qui permet aux applications de fonctionner en arrière-plan, en opposition aux premières versions du Finder, dans lequel, parmi toutes les applications ouvertes, seule celle qui était au premier plan pouvait s'exécuter. Un autre apport important est Color QuickDraw, pris en charge par le Macintosh II.

## Historique des versions
- Octobre 1987 : Logiciel Système 5.0 (Système 4.2, Finder 6.0, MultiFinder 1.0)
- Logiciel Système 5.1 (Système 4.3, Finder 6.0, MultiFinder 1.0)

## Voir également
- Système 4
- Système 6
- Apple DOS